# Kenzō Tange

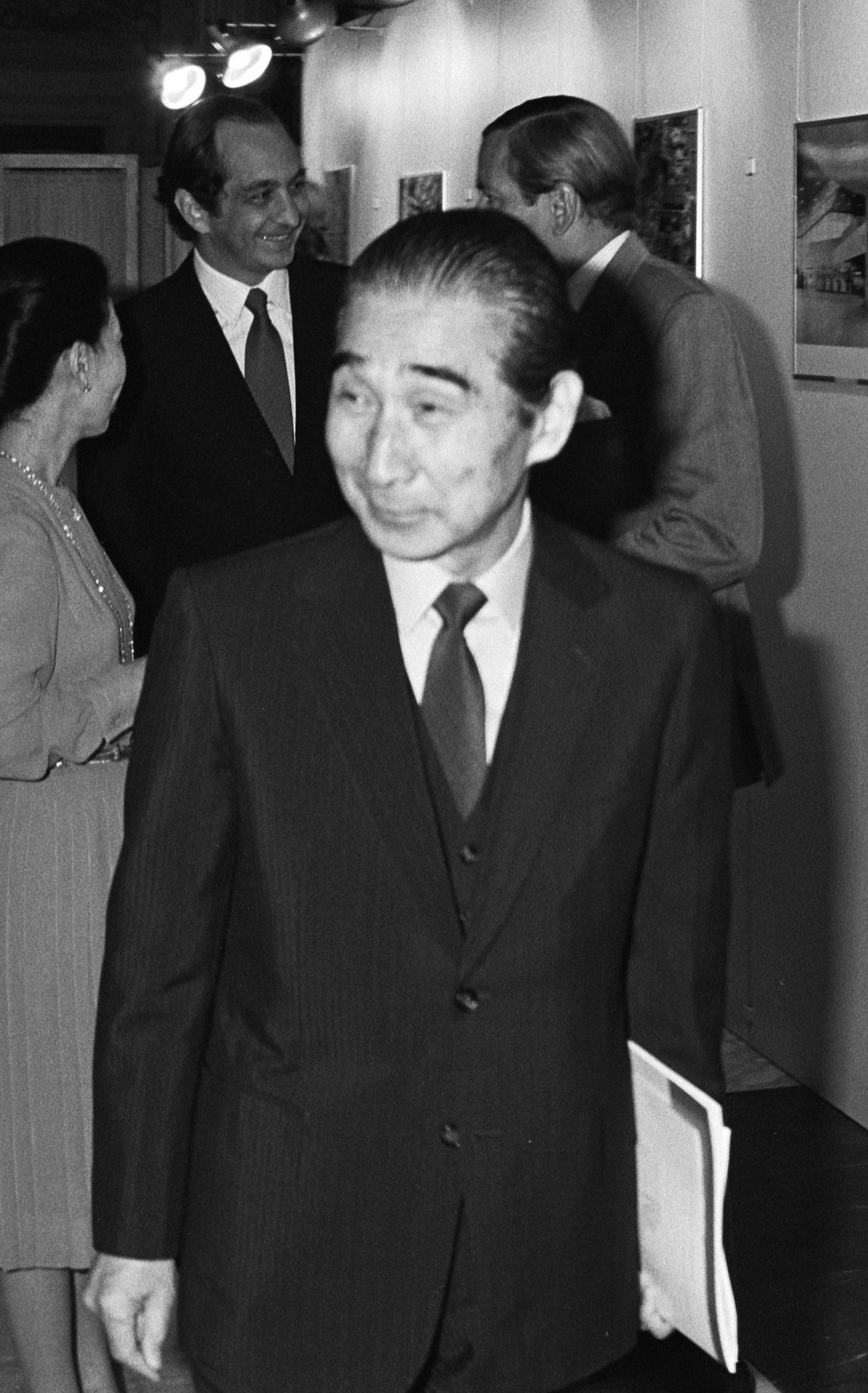
Kenzō Tange, 1981

Kenzō Tange (japanisch 丹下 健三, Tange Kenzō; * 4. September 1913 in Sakai; † 22. März 2005 in Tokio) war ein über die Grenzen Japans hinaus bekannter Architekt. Er galt als Hauptvertreter des „Neuen Bauens“ in seinem Land. Auch leistete er einen bedeutenden Beitrag zur Entwicklung des Strukturalismus. Dazu meinte Tange: „Ich glaube, es war um 1959 oder Anfang der 1960er Jahre, dass ich mich mit einer Strömung beschäftigte, die ich später Strukturalismus nannte“, (in Plan 2/1982, Amsterdam). 1987 wurde ihm der Pritzker-Preis verliehen. 1993 wurde er mit dem Praemium Imperiale, Sparte Architektur, ausgezeichnet.

## Leben

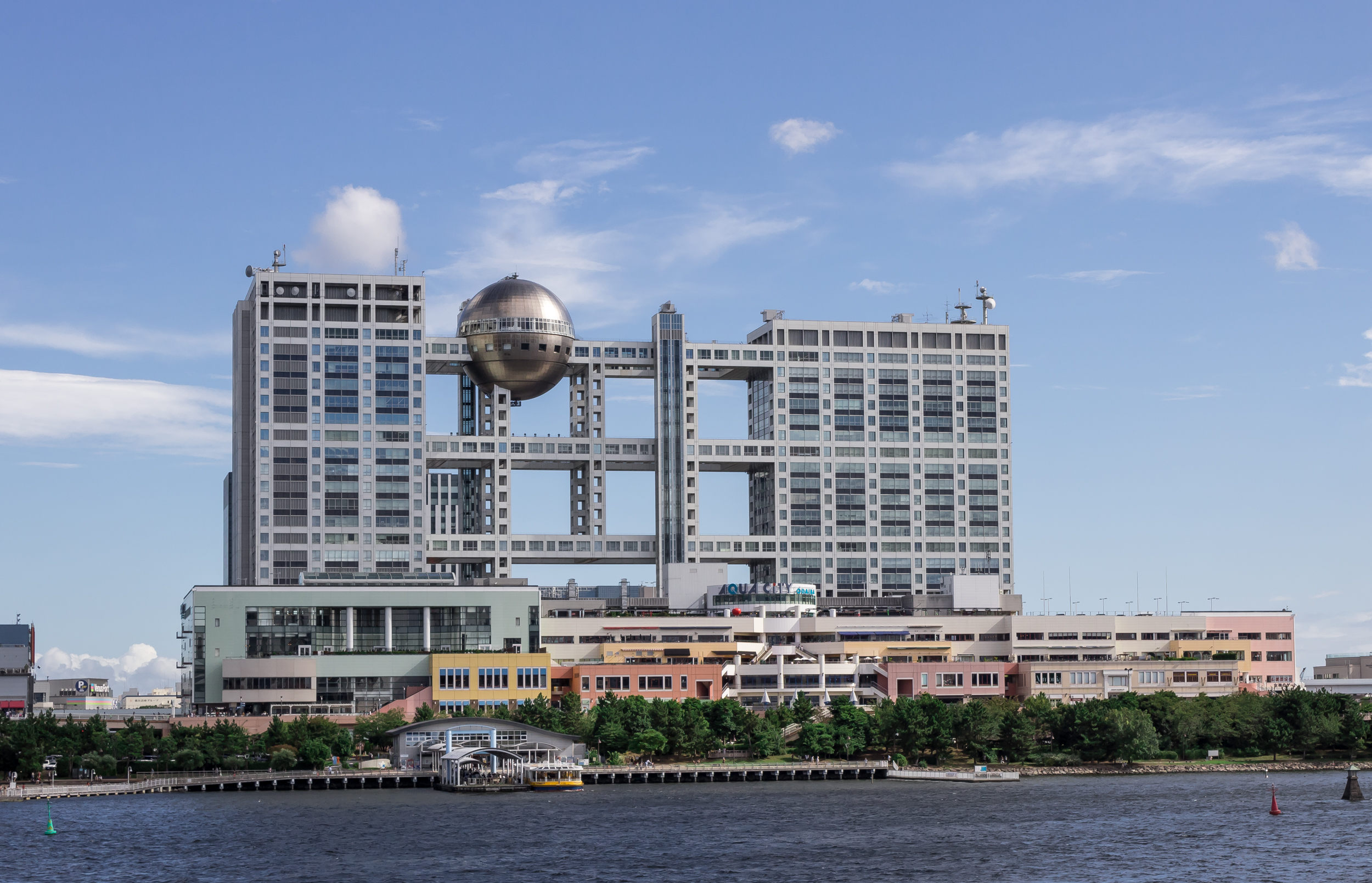
Fuji TV (2018)

Seine Kindheit verbrachte er in Imabari auf der Insel Shikoku. Er wuchs in bescheidenen Verhältnissen auf. Nach seinem Schulabschluss besuchte Tange die Universität Tokio und studierte Architektur. 1936 schloss er sein Studium ab. Im Anschluss daran arbeitete er zunächst für Kunio Maekawa, der zuvor in Paris für Le Corbusier gearbeitet hatte.
Danach studierte Tange Stadtplanung an der Universität Tokio. 1946 wurde er dort Assistent. Zu seinen Schülern zählten unter anderem Fumihiko Maki, Koji Kamiya, Arata Isozaki, Kisho Kurokawa und Taneo Oki. 1959 erlangte Tange seinen Abschluss mit dem Titel des Diplom-Ingenieurs. Zwei Jahre später eröffnete er das Architekturbüro Kenzo Tange + Urtec. Später benannte er es um in Kenzo Tange Associate.
In den Jahren von 1963 bis 1974 lehrte Tange als Professor an der Universität Tokio. Er war ein gefragter Lehrmeister, der an zahlreichen internationalen Universitäten dozierte so zum Beispiel an dem Massachusetts Institute of Technology, der Harvard University, der Yale University, der Princeton University, der Washington University, dem Illinois Institute of Technology, der University of California, Berkeley, der University of Alabama und der University of Toronto.
Am 22. März 2005 starb Tange in Tokio im Alter von 91 Jahren.

## Schaffen

### Architektur

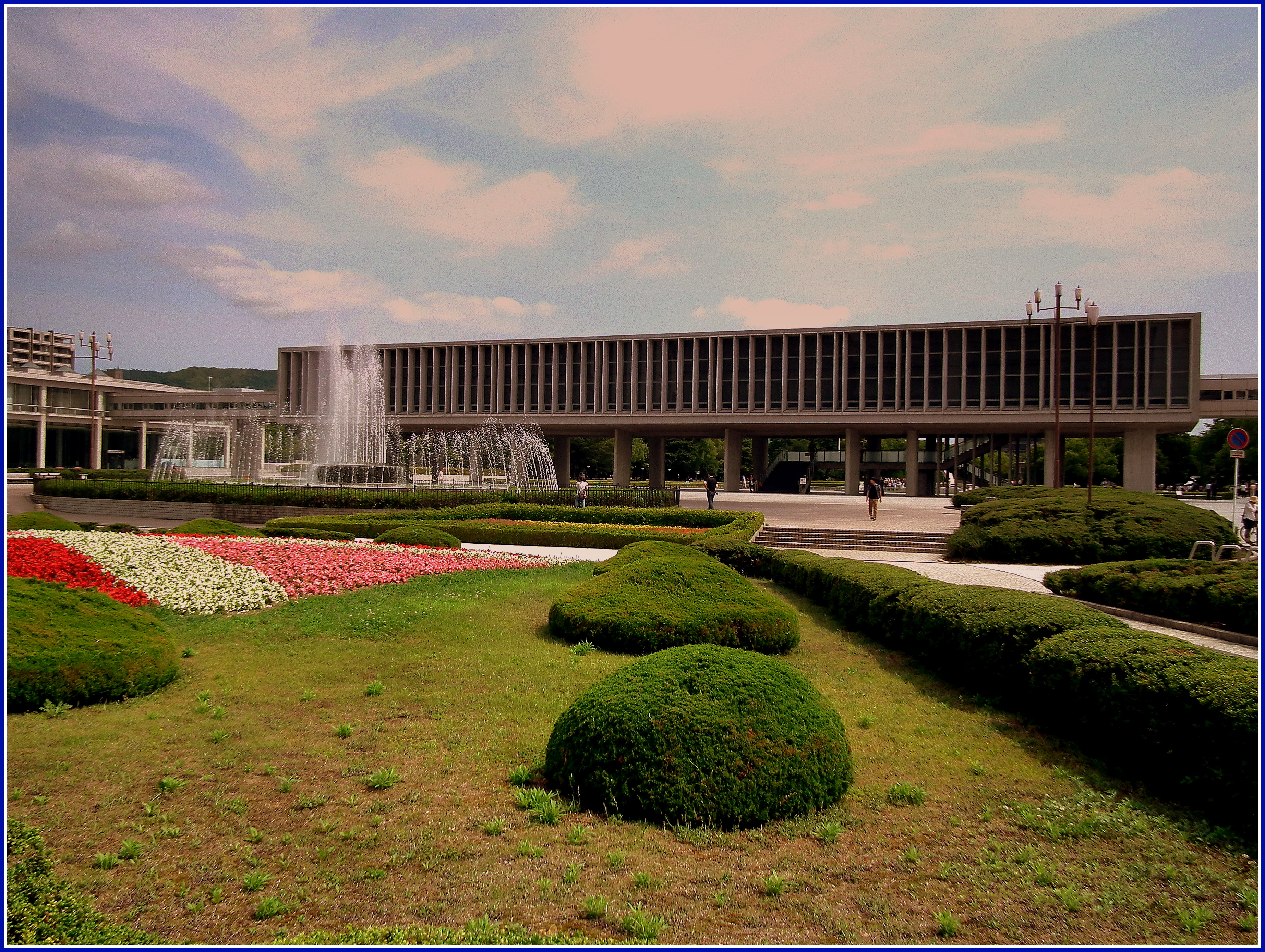
1955: Friedensmuseum Hiroshima

Tanges Entwurf für das Friedensmuseum Hiroshima gilt als Beginn seiner Karriere. Tange gewann den Wettbewerb für die Gedenkstätte mit einem Gebäude auf Pfeilern, sogenannten pilotis, ein architektonisches Element, das von Le Corbusier geprägt wurde. Das Gebäude sitzt auf einem weiten Platz in einer Achse mit der Atombombenkuppel, einer Ruine des Atombombenabwurfs über der Stadt und Mahnmal der Zerstörung. Tange und Maekawa stellten den Entwurf 1951 auf dem achten CIAM-Kongress in Großbritannien vor, einer internationalen Konferenz von Architekten der Moderne. Das Museum ist eines der ersten Bauwerke der japanischen Nachkriegszeit, das internationale Beachtung und Wertschätzung erfuhr. Das Gebäude wurde 1955 vollendet. 

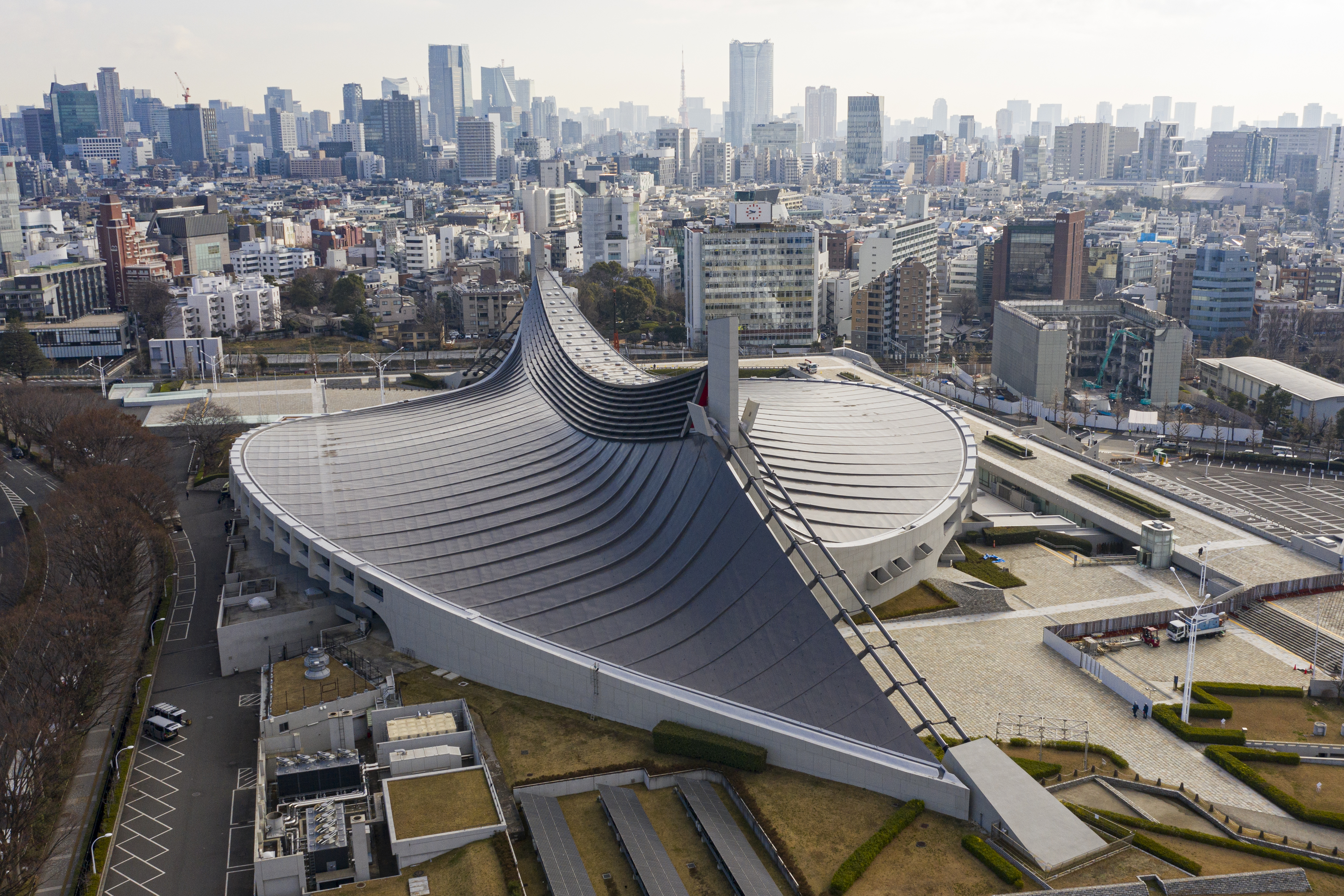
1964: Hallen für Olympische Spiele in Tokio: Kokuritsu Yoyogi Kyōgijō

1964 entstanden in Tokio die Olympiahallen, für deren Gestaltung Tange verantwortlich zeichnete. Der Sportkomplex besteht aus zwei Hallen, die für verschiedene Sportwettbewerbe und im Laufe der Zeit auch kulturelle Veranstaltungen verwendet werden. Katsuya Natsume schreibt, der Komplex stelle auf einem weitläufigen Platz ein markantes „architektonisches Objekt“ mit einer eindrücklichen Komposition dar. Tange entwarf diese „Piazza“ als einen Ort der Promenade, der die Zuschauer in das Gebäude führe und gleichzeitig die Stadt mit der Halle auf organische Weise verbinde. Die ungewöhnlichen Hängedächer, die Tange gegenüber einer konventionelleren Konstruktion wählte, beeindruckten durch ihre Silhouetten. Dabei ist das Dach der größeren Halle von zwei Stahlbeton-Pfeilern abgespannt, das der kleineren Halle von nur einem. Neben den vielseitigen funktionalen Anforderungen entwarf Tange die Halle so, dass die Zuschauer den Eindruck verspüren mögen, „Teil der Architektur zu werden“. Die geschwungenen Formen des Daches und der Ränge referenzieren die Erfahrung traditioneller japanischer Architektur. Die Olympiahallen wurden später als ein herausragendes Werk in Tanges Schaffen bezeichnet, so etwa durch die Jury des Pritzker-Preises.
Nach seinen Plänen wurde auch die Weltausstellung von 1970 in Osaka gestaltet.
Tanges einziges realisiertes Projekt in den USA ist der Erweiterungsbau des Minneapolis Institute of Arts. Die Maßnahme am neoklassischen Altbestand aus dem Jahr 1911 wurde 1975 abgeschlossen. Er wurde bereichert mit zwei großen symmetrischen Flügeln.
Zu seinen weiteren Projekten zählen unter anderem das Sogestsu Art Center in Tokio (Japan, 1957), das Rathaus Kurashiki in Kurashiki (Japan, 1960), das Ichinomiya Rowhouse in Ichinomiya  (Japan, 1961), das Nichinan Cultural Center in Nichinan (Japan, 1963) und die St. Marien-Kathedrale in Tokio (Japan, 1963).

### Städtebau
Tanges Plan for Tokyo 1960 erregte weltweites Aufsehen. Darin propagierte er sein außergewöhnliches Konzept zur Erweiterung der Millionenmetropole Tokio durch Megastrukturen und andere Lösungen.
Städteplanerisches Engagement zeigte Tange 1967 auch im italienischen Bologna und bei der Planung des neuen Stadtteils Librino mit 60.000 Einwohnern im italienischen Catania. Die Firma Olivetti beauftragte den japanischen Architekten das Firmen-Hauptquartier in Japan zu entwerfen.

## Rezeption
Tanges Werk wurde global rezipiert und wertgeschätzt. Zu seinen zahlreichen Auszeichnungen zählen unter anderem die Goldmedaille der Royal Institute of British Architects (RIBA), der American Institute of Architects (AIA) und der Französischen Akademie.
1987 wurde ihm der Pritzker-Architektur-Preis, die höchste Auszeichnung der Profession, verliehen. Der Architekturkritiker Sam Kaplan der Zeitung Los Angeles Times schrieb damals, Kenzō Tange verdiene den Preis, da sein Werk viele andere Architekten inspiriert habe und sein Schaffen, selbst wenn er Ideen von anderen annehme stets seine eigene Handschrift trüge. Sein Schaffen ließe sich aufgrund der Bandbreite nicht einem einzigen Stil zuordnen. Tanges Auszeichnung verleihe dem Pritzker-Preis internationale Anerkennung und zeige, dass er nicht anhand von zeitgenössischen Trends oder Moden vergeben werde.

## Werk (Auswahl)

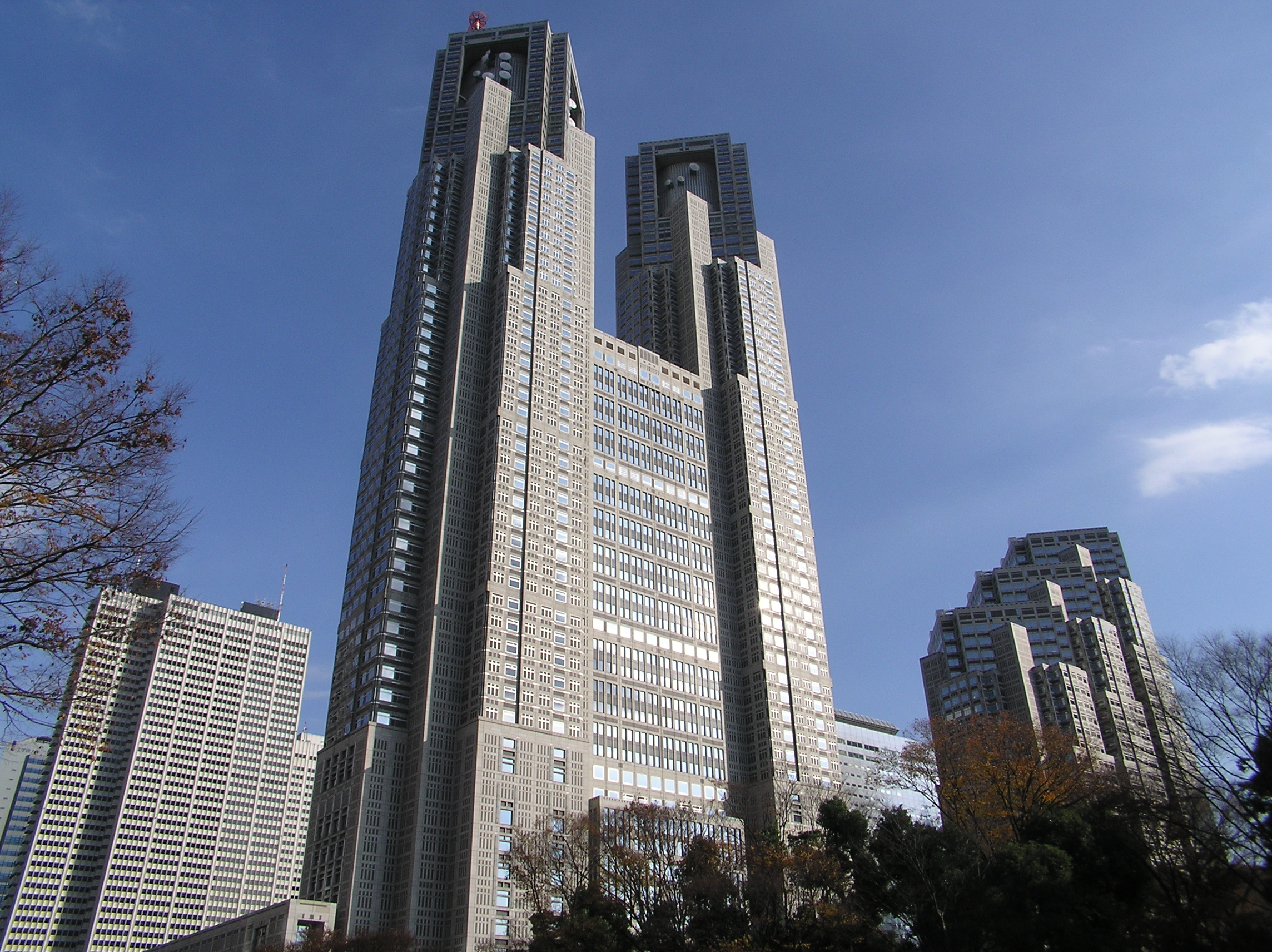
Präfekturregierung Tokio (1991)

### Bauten
- 1949–1955: Friedensmuseum Hiroshima[2]
- 1953–1954: Bibliothek des Tsuda College in Tokio
- 1955–1958: Verwaltungsgebäude der Präfektur Kagawa in Takamatsu
- 1959: Rathaus in Imabari
- 1964: Hallen für Olympische Spiele in Tokio: Kokuritsu Yoyogi Kyōgijō[3]
- 1964–1965: Internationales Konferenzzentrum in Kyōto
- 1977: Sōgetsu Hall, Tokio
- 1965: Kathedrale St. Marien (Tokio)
- 1986: OUB Building in Singapur, mit 280 m und 60 Stockwerken höchster Turm des Stadtstaates
- 1991: Tokyo Metropolitan Government Building, Regierungssitz der Präfektur Tokio (von 1991 bis 1993 mit 243 m das höchste Gebäude Japans)
- 1994: Fuji Television Building in Tokio und Centro Direzionale in Neapel
- 1997: Musée Départemental des Arts Asiatiques in Nizza

### Andere Arbeiten
- 1959: Städtebauprojekt Boston Bay Project (mit Studenten des MIT)
- 1960: Städtebauprojekt Tokyo Bay Project in Tokio
- 1965: Städtebauprojekt in Skopje, Mazedonien
- 1967: Fiera Distrikt in Bologna
- 1970: Weltausstellung in Ōsaka, leitend in deren Planung tätig, Dach über dem Festplatz der Expo ’70
- 1976: Bau der nigerianischen Planhauptstadt Abuja
- 1994: Centro direzionale in Neapel

## Mitgliedschaften und Auszeichnungen
- 1966 wurde Tange als auswärtiges Ehrenmitglied in die American Academy of Arts and Letters aufgenommen.[6]
- 1967 wurde er in die American Academy of Arts and Sciences gewählt.[7]
- 1978 wurde Tange vom japanischen Kultur-Minister als Person mit besonderen kulturellen Verdiensten gewürdigt.
- 1980 wurde er vom japanischen Kaiser mit dem Kulturorden ausgezeichnet.
- 1983 wurde er als auswärtiges Mitglied in die Académie des Beaux-Arts aufgenommen.
- 1987 wurde ihm der Pritzker-Preis verliehen.[4]
- 1993 erhielt Tange den Praemium Imperiale in der Sparte Architektur.
- 2006 wurde der Asteroid (49440) Kenzotange nach ihm benannt.